# 양청초등학교
양청초등학교(陽靑初等學校)는 대한민국 충청북도 청주시에 있는 공립 초등학교이다.

## 연혁
- 2019년 3월 1일 : 개교